# Bravos del Projusa
Proyecto Juvenil Santiagueño Fútbol Club es un equipo de fútbol de la Provincia de Veraguas, Panamá. Que jugó en la  Anaprof entre las temporadas de 1993 y 1997-98, fueron los últimos representativos que tuvo esa provincia interiorana en esos años, en el que tuvieron la osadía de jugar la final apenas en su primer año de participar en el torneo, en el año de 1993, cuando el Projusa disputó y perdió la final con el AFC Euro Kickers, donde el mismo fue un lleno completo.
Cuatro años más tarde, el 1 de noviembre de 1997, fueron expulsados de la Anaprof por no presentarse a jugar ante el Atlétio Nacional,y por falta de presupuesto, dejando la Provincia de Veraguas sin representación hasta la aparición del Atlético Veraguense en primera, años más tarde.

## Palmarés

### Torneos nacionales
- Subcampeón de la Anaprof (1): 1993.
- Subcampeón de la Linfuna (1): 1995.

## Participación en competiciones de la Concacaf
| Temporada | Torneo                           | Ronda | Club             | Casa | Visita | Global     |
| --------- | -------------------------------- | ----- | ---------------- | ---- | ------ | ---------- |
| 1995      | Copa de Campeones de la Concacaf | 1     | Juventus Managua | 2-1  | 1-1    | 3-2 (t.e.) |
| 1995      | Copa de Campeones de la Concacaf | 2     | Tecos UAG        | 0-5  | 0-10   | 0-15       |

## Jugadores

### Jugadores destacados
- Donaldo González[3]
- Boni Aguilar
- Arcesio Flores